# Ганна Матільда Тенгелін-Вінге

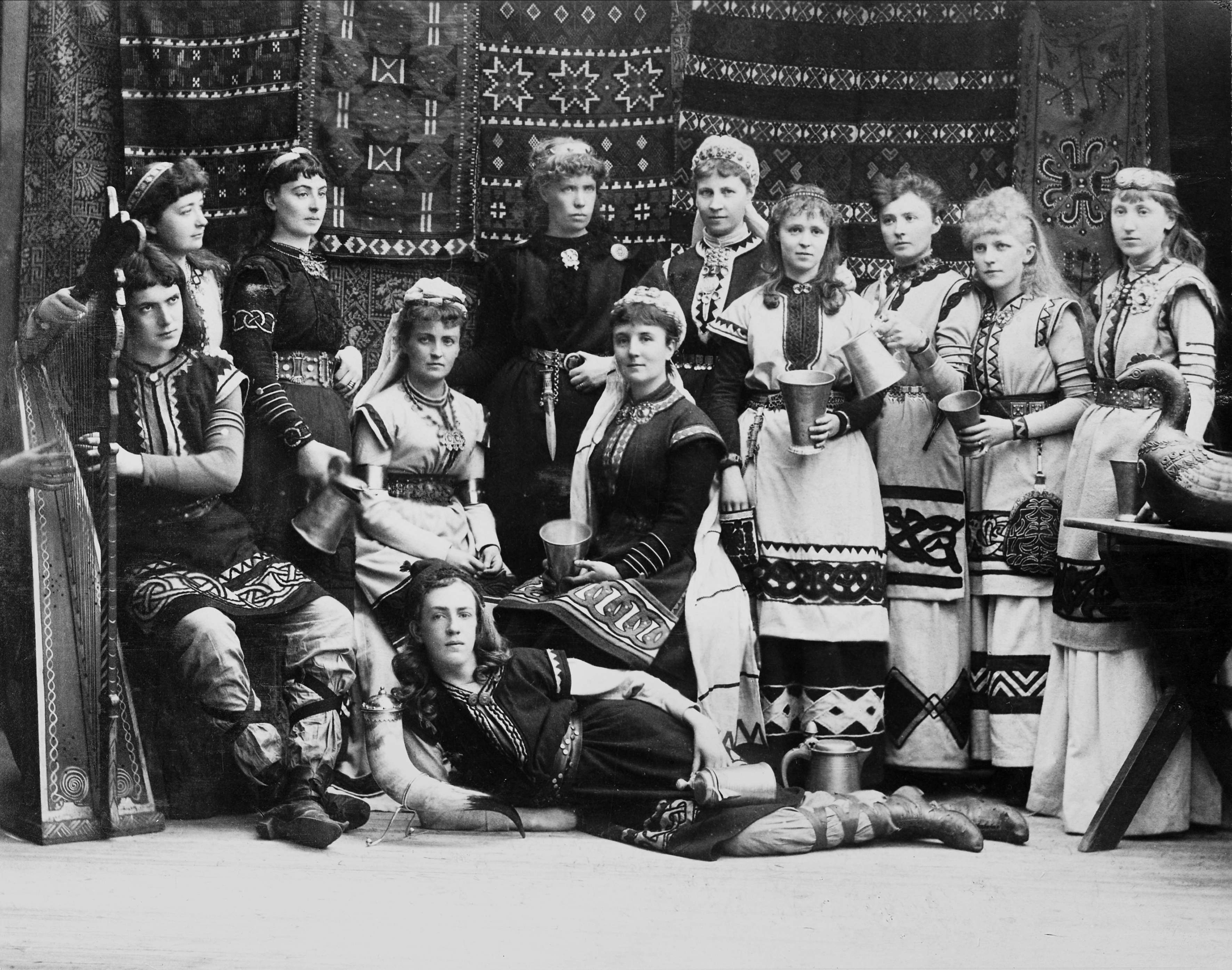
Учасники(-ці) Базару на Стокгольмській фондовій біржі (1885) одягнені в давньоскандинавські костюми, створені Ханною Вінґе, у насичених кольорах із петлями дракона та геометричними візерунками. Серед учасниць Калла Курманн, керівниця новоствореного товариства Friends of Handicraft. Серед інших жінок: Анн-Шарлотта Едгрен Леффлер, Соня Ковалевська, Сігне Міттаг-Леффлер, Анна Шоландер, Еллен Кі та Альфхільд Агрелл.

Ганна Матільда Тенгелін-Вінге (швед. Hanna Mathilda Winge (Tengelin); 4 грудня 1838, Гетеборг — 9 березня 1896, Гетеборг, Швеція) — шведська художниця (живопис), майстриня з художнього текстилю. Одна з п'яти засновниць Шведської жіночої асоціації Nya Idun.

## Біографія
Ганна Матільда Тенгелін народилася 4 грудня 1838 року у місті Гетеборг у сім'ї майстра по художньому куванню Юхана Тимофеуса Тенгеліна та Ганни Марії, до шлюбу Гультман. З 1859 року навчалася в художній майстерні Юхана Юліуса Рингдаля. У 1864—1867 роках навчалась у Королівській академії мистецтв, у професора академії Юхана Кристоффера Боклунда. Була серед перших жінок-студенток Академії, в яку в 1864 році приймали виключно чоловіків. 
У 1867 році одружилася з художником Мортеном Ескилем Вінге. Також художню освіту здобувала в Німеччині та Італії.

### Художній стиль
Тенгелін-Вінге працювала в напрямі жанрового живопису. Вона написала декілька прекрасних полотен зі шведського народного побуту. Створила переконливу колекцію акварельних і олівцевих пейзажів шведської глибинки. 
Крім образотворчого мистецтва, Тенгелін-Вінге зробила значний внесок у шведський національний текстильний дизайн. Вона була дизайнеркою вівтарних покриттів, у тому числі створених в 1882 році для головного собору Шведської Лютеранської Церкви — Кафедрального собору Уппсали.
У 1874 році Тенгелін-Вінге співзаснувала жіночу асоціацію «Подруги-ремісниці» (швед. Handarbetets vänner), де була художньою керівницею, і впродовж багатьох років ведучою силою. Організація ставила завдання відродження і підтримки національних традицій в текстильних і інших кустарних промислах.
Роботи Ганни Матільди Тенгелін-Вінге представлені в Національному музеї Швеції, у Музеї північних країн та інших музеях.

## Ґалерея

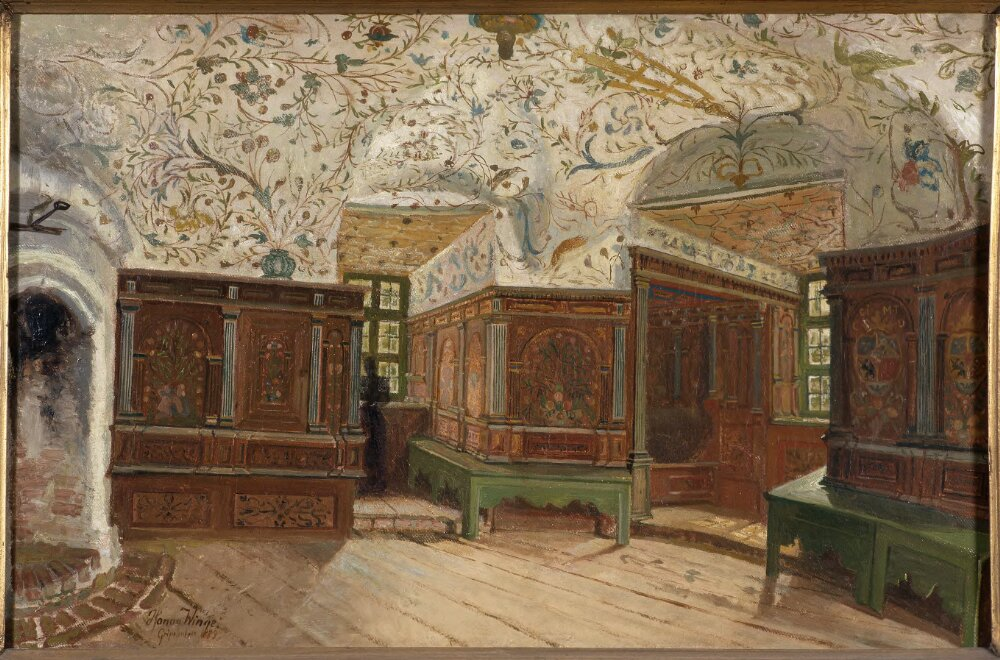
Замок Ґріпсголм, спальня герцога Карла
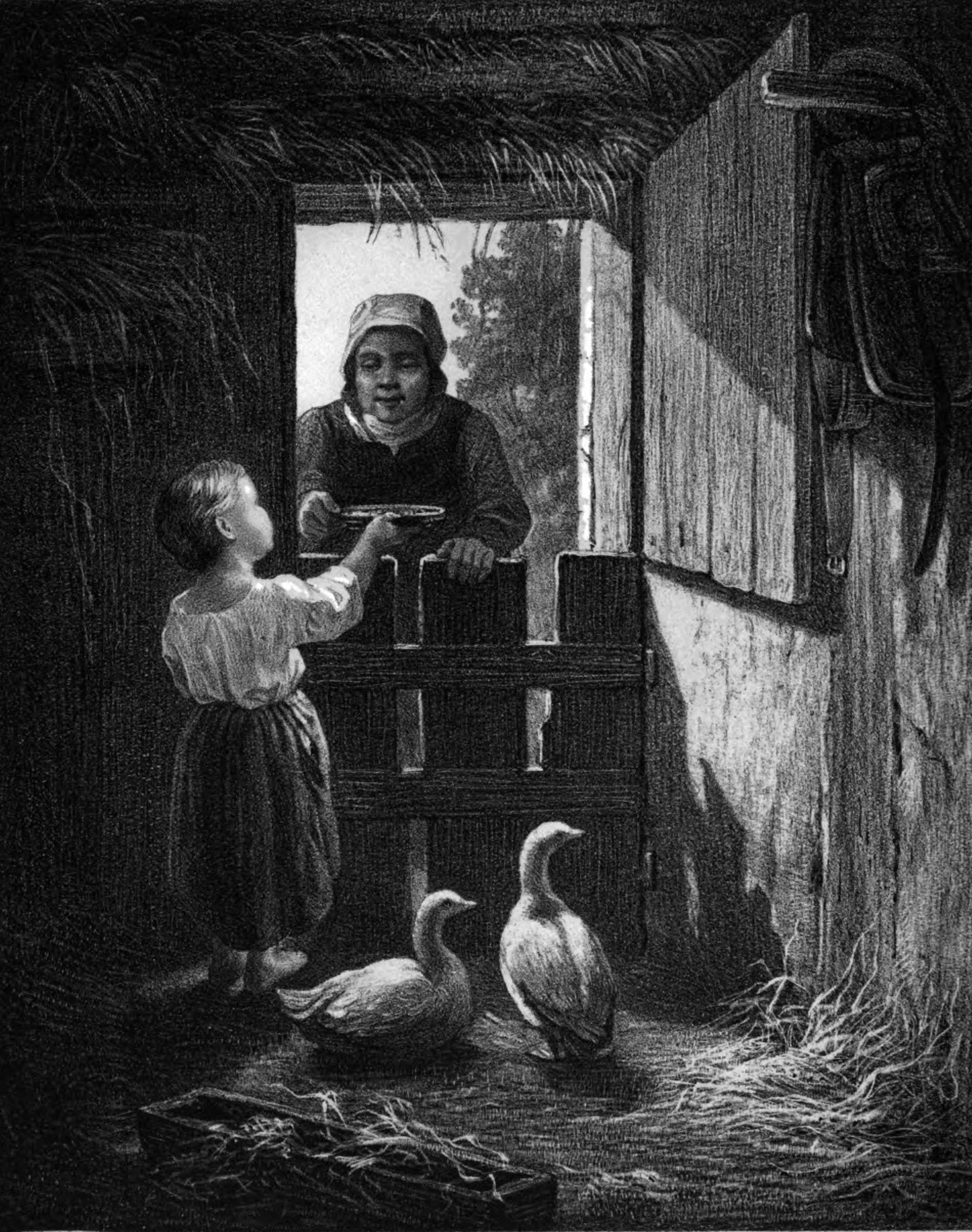
З гусьми (шв. Hos gässen)
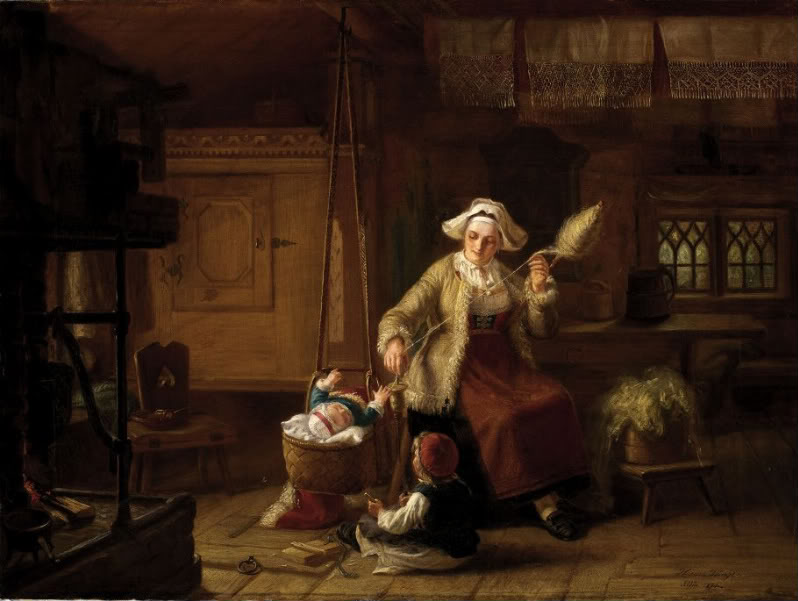
Інтер'єр з мамою та дитиною (шв. Interiör med mor och barn)
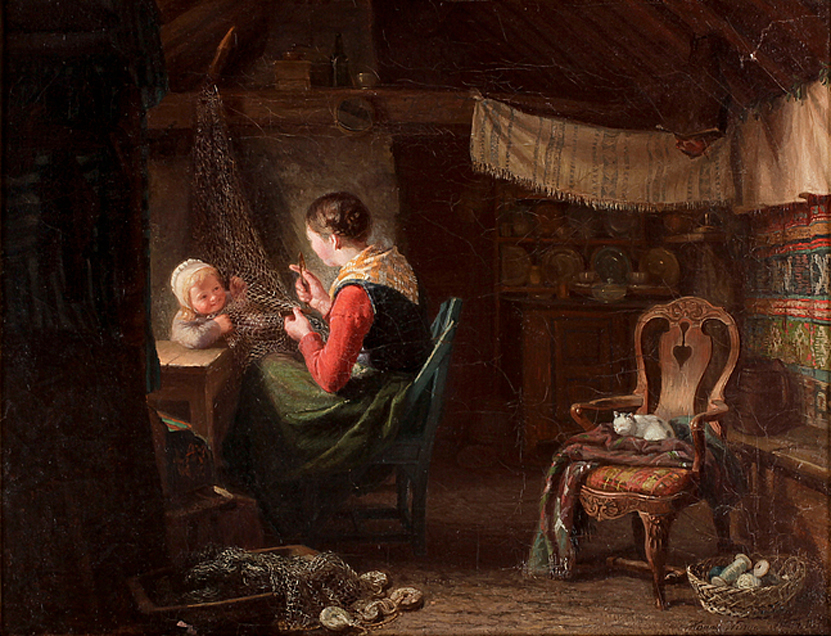
В'язальниця сітки (шв. Nätknyterskan)